# Loft Sämundsson
Loft Sämundsson (Loftr eller Loptr Sæmundarson; modern isländska: Loftur Sæmundsson), död 1163, var en isländsk präst och godordsman som tillhörde oddaverjarätten.
Lofts föräldrar var Sämund frode (Sæmundr fróði) och Gudrun Kolbeinsdotter (Guðrún Kolbeinsdóttir). Han hade två bröder, Eyjolf (Eyjólfr) – som troligen var äldst – och Lodmund (Loðmundr), samt systern Torö (Þórey).
"Loft Sämundsson for utomlands och gifte sig i Norge med Tora (Þóra), som senare visade sig vara konung Magnus barfots dotter", står det i Sturlungasagans släktförteckning. Deras son var Jon Loftsson (Jón eller Jóan Loptsson), född 1124, om vilken samma källa säger att han kom att bli "den störste och vänsällaste hövdingen på Island". Att oddaverjarnas hövdingar genom detta gifte kom att bli släkt med det norska kungahuset bidrog också i hög grad till att stärka ättens anseende på Island.
I övrigt är inte mycket känt om Loft Sämundssons liv. Han var prästvigd och undervisade troligen, liksom brodern Eyjolf, i Oddiskolan. Vid Eyjolfs död år 1158 blev han under några år oddaverjarnas hövding; ett hövdingaskap som vid hans egen bortgång övertogs av sonen Jon.
En dramatisk episod ur Lofts levnad berättas av Snorre Sturlasson i Heimskringla: Då sonen Jon hade blivit född i Norge år 1124 lämnades han till uppfostran hos prästen Andreas Brunsson i Kungahälla i Bohuslän. Loft själv och prinsessan Tora for sedan till Island, men år 1135 bestämde sig Loft för att hämta hem sin då 11-årige son. Så snart Loft anlänt till Kungahälla inträffade emellertid ett skrämmande järtecken. Det blev om nätterna stort gny ute på gatorna; stadens hundar blev galna av skräck och for ut ur husen och "bet allt som kom i deras väg". Detta varsel upprepades nästan varje natt från påsk till himmelfärdsdagen. Kort därefter överfölls staden av vendiska pirater som plundrade och brände och bedrev slavjakt bland stadsborna. Men då hade Loft och Jon redan lämnat staden i en konvoj bestående av tretton lastskepp som var destinerade till Bergen. Sjöresan blev dock stormig. Elva skepp gick under med man och allt och även det tolfte bröts sönder, men besättningen räddades. Loft och hans son tycks ha befunnit sig ombord på det trettonde skeppet – det som klarade sig bäst – och så småningom lyckades de också ta sig till Island.